# Машиах бен Йосеф
Маши́ах бен Йо́сеф (др.-евр. מָשִׁיחַ בן־יוסף‬, «мессия сын Иосифа») — мессия в еврейской апокалиптической литературе, происходящий из колена Иосифа или Эфраима (Эфраим — сын Иосифа). Он придёт до Мессии бен Давида и погибнет в бою с врагами Израиля.
Некоторые считают этот образ «изобретением» средневековых раввинов, но другие настаивают, что его истоки — в самой письменной Торе.
Возможно, идея Мессии из колена Иосифа и его смерти навеяна Бар-Кохбой и его восстанием. В более поздних талмудических источниках национально-политические мотивы в значительной мере уступают место духовно-мифологическим.
Машиах бен Йосеф упоминается в Талмуде только один раз: «Мудрецы учили, что речь идет о Машиахе бен Йосефе, который будет убит, как написано (Зхарья 12,10): „…и они устремят свои взоры ко мне из-за того, кому они нанесут свои удары…“».
Согласно Раши, Машиах бен Йосеф будет убит во время войны Гога и Магога.
Рав Саадия Гаон подробно описывал, что потомок Йосефа появится в Галилее и вокруг него соберутся люди; он пойдёт к храму, который будет в руках Эдома; впоследствии мессия погибнет.
В соответствии с учением каббалы Аризаля («Шаар ха-каванот», ивр. — «Врата сосредоточения»), в каждом поколении есть персонаж, обладающий «искрой» души Машиаха бен Йосефа. По мнению каббалиста раби Хаима Виталя, сам Аризаль был таким человеком и во время благословения «Шмоне-Эсре» (ивр. — «Восемнадцать [благословений]), которое призывает к восстановлению „трона Давида“, просил учеников молиться, „чтобы не был убит Машиах бен Йосеф“.
Считается, что появление Машиаха бен Йосефа предшествует появлению Машиаха бен Давида. Машиах бен Йосеф подготовит условия для пришествия Машиаха бен Давида. В соответствии с воззрениями религиозного сионизма (Пинхас Полонский и др.) понятия „Машиах бен Йосеф“ и „Машиах бен Давид“ описывают стадии развития израильского общества — прежде всего речь идёт о взглядах рава Авраама Ицхака Кука и об Израиле XX—XXI вв.